# NGC 1198
NGC 1198 في الفهرس العام الجديد، هي مجرة، تقع في كوكبة حامل رأس الغول. اكتشفت في 6 ديسمبر 1880 بواسطة إدوارد ستيفان.

## روابط خارجية
- NGC 1198 على موقع ويكي سكاي: DSS2, SDSS, GALEX, IRAS, Hydrogen α, X-Ray, Astrophoto, Sky Map, Articles and images